# Don't Stand So Close to Me
«Don't Stand So Close to Me» (en español: «No te me acerques demasiado»)  es una canción y hit de 1980 de la banda británica de rock The Police. El grupo ganó en 1982 el "Premio Grammy por mejor interpretación rock de un dúo o grupo con vocalista" por la canción. Una reedición de la canción se lanzó en 1986 como "Don't Stand So Close to Me '86".
La canción habla del enamoramiento de una estudiante con su joven profesor y la conmoción entre los demás maestros sobre la situación al enterarse. 
La música y la letra fueron escritas por el cantante y bajista de la banda, Sting, que había trabajado anteriormente como profesor de lengua y literatura. En una entrevista en 2001 Sting negó que la canción sea autobiográfica.  La frase "Just like the old man in that book by Nabokov" (Al igual que el viejo del libro de Nabokov) alude a la novela Lolita de Vladimir Nabokov, que abarca temas similares.
- Sting - Voz principal, bajo
- Andy Summers - Guitarras, coro, voz principal en "Friends"
- Stewart Copeland - Batería

## Lista de canciones

### 7": A&M / AMS 7564 (RU)
1. «Don't Stand So Close to Me» - 4:03
2. «Friends» - 3:37

### 7": A&M / AMS 2301 (EE.UU.)
1. «Don't Stand So Close to Me» - 4:03
2. «A Sermon» - 2:34

## Lanzamiento de 1986
La canción fue regrabada en 1986 en una nueva versión, con un coro diferente y una producción más opulenta. La nueva versión se titula "Don't stand so close to me '86", incluida en el álbum Every Breath You Take: The Singles.
Como The Police ya se había disuelto en el momento en que se lanzó el sencillo el año 1986, hace técnicamente que la grabación sea la más reciente de la banda hasta la fecha. Para la regrabación del tema, Stewart Copeland debió contar con una caja de ritmos, ya que se había fracturado la clavícula en un accidente jugando al polo, en el momento en que el grupo se reunió.

## Lista de canciones

### 7": A&M / AM 354  (RU)
1. «Don't Stand So Close To Me '86» - 4:47
2. «Don't Stand So Close To Me» (Live) - 3:40

### 12": A&M / AMY 354  (RU)
1. «Don't Stand So Close To Me '86» (Dance Mix) - 6:32
2. «Don't Stand So Close To Me '86» - 4:47
3. «Don't Stand So Close To Me» (Original Versión) - 4:03
4. «Don't Stand So Close To Me» (Live) - 3:40

- Datos: Q2608208